# Del Na'od
Del Na'od est le dernier négus du Royaume d'Aksoum  avant la dynastie des  Zagwés .

## Histoire et légendes
Del Naod aurait vécu  au IXe  ou Xe siècle. Il est réputé être le fils cadet de  Ged'a Jan (ou Degna Djan), et avoir succédé à son frère 'Anbasa Wedem comme  négus.
A l'extrême fin du Xe siècle, le roi légitime d'Aksoum envoie une supplique au roi Georges II de Makurie. Il lui décrit les ravages causés par l'invasion d'une reine voisine, et lui demande d'intervenir auprès du patriarche d'Alexandrie Philothée (979-1003), afin qu'il envoie un nouveau métropolite en Éthiopie. Ce souverain attribue en effet à la longue vacance du siège métropolite les malheurs qui accablent son pays. Lorsque le nouvel Abouna s'installe, la reine est vaincue mais le royaume d'Aksoum disparaît.
Selon Ernest Alfred Thompson Wallis Budge, « Le règne de Delna'ad fut court peut-être d'environ une dizaine d'années ». Cependant  James Bruce a relevé une tradition selon laquelle Dil Na'od était un enfant lorsque la reine Judith massacre les princes ses parents emprisonnés à Debre Damo, et oblige les  nobles à l'expulser de son royaume afin de lui sauver la vie.
Selon une autre tradition Del Na'od mène deux  campagnes dans les hautes terres d'Éthiopie au sud d'Aksoum, et envoie des missionnaires dans ces régions. Avec l'Abouna Salama Ier, il serait le bâtisseur de l'église de  Debre Igziabher surplombant le Lac Haïk. D'après une dernière tradition il est défait par  Mara Takla Haymanot, un prince de la province du Lasta, qui épouse sa fille Masaba Warq. Selon cette même tradition un fils de  Del Na'od se réfugie dans  l'Amhara, où  il  sa lignée demeure jusqu'à ce qu'un de ses descendants renverse la  dynastie des Zagwés  et  rétablisse  la Dynastie salomonide au XIIIe siècle.